# جايسون باك
جايسون باك (بالإنجليزية: Jason Buck)‏ هو لاعب كرة قدم أمريكية وسياسي أمريكي، ولد في 27 يوليو 1963 في موسيس ليك في الولايات المتحدة. حزبياً، نشط في الحزب الجمهوري.

## وصلات خارجية
- جايسون باك على موقع مرجع كرة القدم المحترفة.كوم (الإنجليزية)